# Houston Open 1974
Lo Houston Open 1974 è stato un torneo di tennis giocato su terra verde. È stata la 4ª edizione dello Houston Open, che fa parte del Commercial Union Assurance Grand Prix 1974. Il torneo si è giocato a Houston negli USA, dal 15 al 21 aprile 1974.

## Campioni

### Singolare maschile
Rod Laver ha battuto in finale   Björn Borg con il punteggio di 7–6 6–2

### Doppio maschile
Colin Dibley /  Rod Laver hanno battuto in finale  Arthur Ashe /  Roscoe Tanner con il punteggio di 4–6, 7–6, 6–4